# 圣艾蒂安德富热尔
圣艾蒂安德富热尔（法語：Saint-Étienne-de-Fougères，法語發音：[sɛ̃.t‿etjɛn də fuʒɛʁ]）是法国洛特-加龙省的一个市镇，位于该省东部，属于洛特河畔新城区。

## 地理
圣艾蒂安德富热尔（44°25'7"N, 0°33'18"E）面积9.9 平方千米，位于法国新阿基坦大区洛特-加龍省，该省份为法国西南部内陆省份，北起多爾多涅省，西接吉倫特省和朗德省，南至热尔省，东临塔恩-加龙省和洛特省。
与圣艾蒂安德富热尔接壤的市镇（或旧市镇、城区）包括：丰格拉沃、蒙克拉尔、皮内勒-欧特里沃、洛特河畔圣利夫拉德、洛特河畔勒唐普勒。
圣艾蒂安德富热尔的时区为UTC+01:00、UTC+02:00（夏令时）。

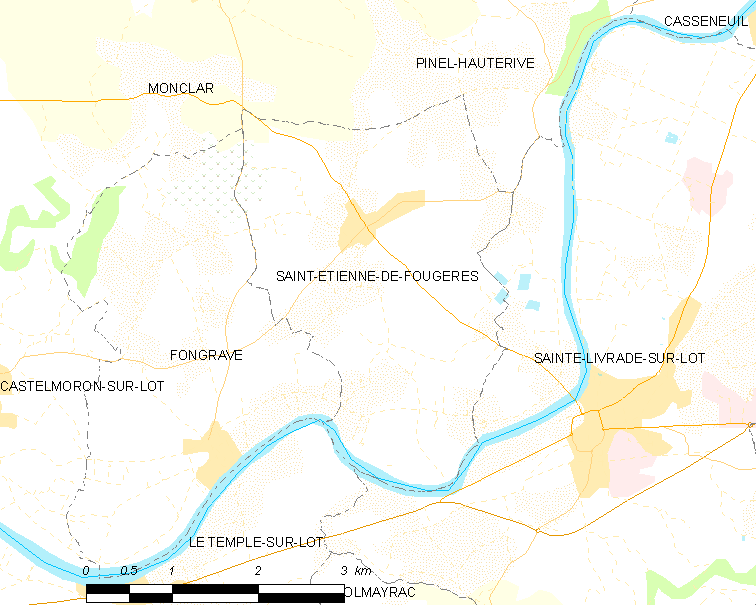
圣艾蒂安德富热尔的OSM定位图

## 行政
圣艾蒂安德富热尔的邮政编码为47380，INSEE市镇编码为47239。

## 政治
圣艾蒂安德富热尔所属的省级选区为勒利夫拉代县。

## 交通
洛特-加龙省省道D225线和D667线在圣艾蒂安德富热尔市中心交汇。

## 人口

1962-2008年间圣艾蒂安德富热尔人口变化图示

圣艾蒂安德富热尔于2022年1月1日时的人口数量为862人。